# Campeonato Carioca de Futebol de 2011 - Série B
O Campeonato Carioca da Série B de 2011 foi a 34ª edição da segunda divisão do campeonato estadual de futebol profissional do Rio de Janeiro. A competição foi organizada pela Federação de Futebol do Estado do Rio de Janeiro (FERJ).

## História
Mantendo o modelo de disputa dos dois anos anteriores (nenhum mata-mata e duas fases classificatórias, com jogos de ida e volta), o torneio organizado pela FFERJ foi realizado de fevereiro a julho do respectivo ano, similarmente à edição de 2010.
Depois de duas edições com reduções do número de times participantes, a de 2011 trouxe um crescimento - das dezessete equipes de 2010 para vinte e duas. Como o modelo classificatório foi mantido, a fórmula adotada inchou o torneio, aumentando o número mínimo de jogos para se conquistar o Acesso (40 para representantes do Grupo B, e 42 para representantes do Grupo A). A competição também foi marcada pelo fato de ter sido a última jogada integralmente pelo Audax Rio com o seu antigo nome - Sendas - e seu uniforme laranja.
Em 23 de julho, com uma rodada de antecedência (curiosamente repetindo o feito do ano anterior), Bonsucesso e Friburguense conquistaram o acesso à Série A de 2012. Pelo terceiro ano seguido, um dos classificados conquistou o acesso imediatamente após ter sido rebaixado (em 2011, o Friburguense; em 2010, a Cabofriense; e em 2009, o America).
Na última rodada, em 27 de julho, o Bonsucesso confirmou o título - seu sétimo na Série B, ampliando a vantagem como maior vencedor da Segundona Carioca - após empatar com o Quissamã fora de casa. Com a ascensão do Bonsucesso (a sétima do técnico Manoel Neto, quinta com título, conhecido como o "Rei do Acesso"), o Rio de Janeiro continuará com metade dos representantes na elite do futebol fluminense.
Outro aspecto que voltou a trazer polêmica e discussão foi a disputa contra o rebaixamento, pois três equipes foram administrativamente rebaixadas antes mesmo de a competição começar. Apesar disso, a FFERJ manteve a decisão de rebaixar mais três equipes dentre as participantes. Ainda na primeira fase, a Aperibeense foi rebaixada por um endividamento relativamente esperado pelas suas últimas participações em torneios oficiais.
O Itaperuna abandonou o torneio, fazendo com que o Noroeste Fluminense perdesse seus dois representantes na Série B do Campeonato Carioca para 2012. Finalmente, por se recusar a disputar o Grupo X, o Cardoso Moreira (também do Norte do Estado) juntou-se aos outros cinco times para formar os rebaixados à Série C de 2012.

## Regulamento
O regulamento é praticamente idêntico ao das duas competições anteriores da Série B.
Inicialmente, todos os inscritos foram divididos em dois grupos, originalmente com doze integrantes cada - totalizando vinte e quatro equipes. Todavia, após algumas desistências e reintegrações numa nova convocação feita há pouco mais de uma semana do início do torneio, restaram apenas vinte e três equipes. Com a desistência de última hora do Fênix, a FFERJ não teve como refazer os grupos e as tabelas, de modo que o Grupo A teve doze equipes contra dez do Grupo B, totalizando as vinte e duas equipes.
Na primeira fase, todos se enfrentariam dentro de seus grupos em jogos de ida e volta. Os cinco melhores times de cada grupo avançariam à segunda fase. O diferencial deste ano (num comparativo com 2009 e 2010) foi que, como havia mais de vinte times na disputa, os dois de melhor pontuação não classificados diretamente também passariam à segunda fase. Os seis com pior índice técnico (a média aritmética dos pontos conquistados e dos gols feitos em relação aos jogos disputados), independentemente do grupo a que pertenciam, participariam de um "hexagonal da morte" - ou Grupo X. Com isto, das vinte e duas equipes que entraram na competição, dezoito (ou 82%) seguiriam nela, elevando as despesas dos clubes.
Na segunda fase, os doze times do Grupo C enfrentar-se-iam novamente em duelos de ida e volta. Os dois mais bem classificados após as vinte e duas rodadas seriam declarados campeão e vice da Série B do Campeonato Carioca de 2011, obtendo o direito à disputa da Série A de 2012. Por outro lado, os seis integrantes do Grupo X, que também voltariam a se enfrentar em duas partidas, decidiriam o rebaixamento: os três últimos nesta fase fariam parte da Série C no ano seguinte.

## Equipes envolvidas

### Equipes desistentes
Apesar de vinte e sete times times terem direito à disputa da Série B e originalmente haver a programação para a disputa com vinte e quatro - conforme descrito no item "Regulamento" do presente artigo -, cinco clubes desistiram da competição. São eles:
| - Fênix - Miguel Couto | - Floresta - Profute | - Guanabara |

Como pediram licença de torneios oficiais por três anos seguidos, Floresta, Miguel Couto e Guanabara foram rebaixados e terão de disputar a Série C no ano em que retomarem suas atividades, assim como o Fênix, por ter desistido após a última convocação da FFERJ.

### Equipes participantes
| Equipe            | Cidade                | Em 2010        | Estádio                     | Capacidade     | Títulos (mais recente) |
| Angra dos Reis    | Angra dos Reis        | 16º da Série B | Jair Toscano                | 5.000          | 0                      |
| Aperibeense       | Aperibé               | Licenciado     | José Gonçalves Brandão      | 1.000          | 0                      |
| Artsul            | Nova Iguaçu           | 10º da Série B | Nivaldo Pereira             | 250            | 0                      |
| Barra Mansa       | Barra Mansa           | 2º da Série C  | Leão do Sul                 | 5.000          | 0                      |
| Bonsucesso        | Rio de Janeiro        | 4º da Série B  | Leônidas da Silva           | 13.000         | 6 (1984)               |
| Cardoso Moreira   | Cardoso Moreira       | Licenciado     | Ferreirão                   | 1.000          | 0                      |
| Ceres             | Rio de Janeiro        | 11° da Série B | João Francisco              | 3.000          | 0                      |
| CFZ               | Rio de Janeiro        | 9º da Série B  | Antunes                     | 1.000          | 0                      |
| Estácio de Sá     | Rio de Janeiro        | Licenciado     | Moça Bonita[i]              | 9.564          | 0                      |
| Friburguense      | Nova Friburgo         | 15º da Série A | Eduardo Guinle              | 6.550          | 2 (1997)               |
| Itaperuna         | Itaperuna             | 7º da Série B  | Jair Bittencourt            | 10.000         | 0                      |
| Mesquita          | Mesquita              | 14º da Série B | Louzadão                    | 6.000          | 0                      |
| Portuguesa        | Rio de Janeiro        | 15º da Série B | Luso-Brasileiro             | 5.994          | 3 (2003)               |
| Quissamã          | Quissamã              | 3º da Série B  | Antônio Carneiro            | 1.500          | 0                      |
| Rio Branco        | Campos dos Goytacazes | Licenciado     | Godofredo Cruz e Aryzão[ii] | 9.300 e 15.000 | 0                      |
| Sampaio Corrêa    | Saquarema             | 8º da Série B  | Lourival Gomes de Almeida   | -              | 0                      |
| São Cristóvão     | Rio de Janeiro        | 13º da Série B | Figueira de Melo            | 4.000          | 1 (1965)               |
| São João da Barra | São João da Barra     | 1º da Série C  | Manoel José Viana de Sá     | 3.000          | 0                      |
| Sendas            | São João de Meriti    | 6º da Série B  | Sendolândia                 | 1.000          | 0                      |
| Serra Macaense    | Macaé                 | 3º da Série C  | Moacyrzão[iii]              | 16.000         | 0                      |
| Teresópolis       | Teresópolis           | Licenciado     | Antônio Savatonne           | 1.000          | 0                      |
| Tigres do Brasil  | Duque de Caxias       | 16º da Série A | Los Larios                  | 8.000          | 0                      |

Ao todo, são vinte e duas equipes: depois de dois anos com redução do número de participantes, este é o maior número desde 2008, quando foram vinte e seis os postulantes. Elas estão assim classificadas territorialmente: seis times da capital e quatro da Baixada Fluminense, totalizando dez para o Grande Rio. Do interior vêm as outras doze: seis do Norte, duas do Noroeste, duas da Região Serrana, uma da Região dos Lagos e uma do Sul Fluminense.
De volta à competição após dois anos ausentes destacam-se Estácio, Rio Branco e Teresópolis (estiveram de licença e tiveram de retornar, do contrário seriam rebaixados à Série C), tal qual o Serra Macaense - rebaixado em 2008 ainda sob o nome de Independente. Outro retorno (este indesejado) à competição após longo tempo é o do Friburguense, que foi rebaixado após treze anos na elite do Rio de Janeiro. Já o São João da Barra é o estreante da vez, chegando como atual campeão da Série C.
Além do Tricolor de Nova Friburgo, apenas outros três times (todos eles cariocas) já foram campeões da Série B e apenas outras três equipes já disputaram a Série A (Mesquita, Tigres e Cardoso Moreira, ambas recentemente); de modo que mais que dois terços (15/22) poderiam estrear na Série A caso conseguissem subir - algo que não ocorria desde 2009, com a chegada do Tigres.

#### Mando de campo
Algumas equipes não puderam receber jogos em seus estádios, conforme notado na tabela das equipes participantes. Segue a lista:
- i.^ O Estácio mandou os jogos no estádio do Bangu, pois cedeu o Eustáquio de Marques para o Marinho.
- ii.^ O Rio Branco mandou cinco jogos no estádio do Americano e quatro no do Goytacaz, por conta das reformas no Estádio Calabouço.
- iii.^ O Serra Macaense mandou no estádio do Macaé, devido à falta de condições do Expedicionário.

## Primeira Fase
Programada para ocorrer entre 12 de fevereiro e 30 de abril, teve jogos marcados para todas as quartas-feiras e sábados, inclusive durante no sábado e domingo de Carnaval - com a única folga de meio-de-semana de toda a tabela (contemplando vinte e duas rodadas para os dois grupos) ocorrendo no feriado da quarta-feira de cinzas.

### Grupo A

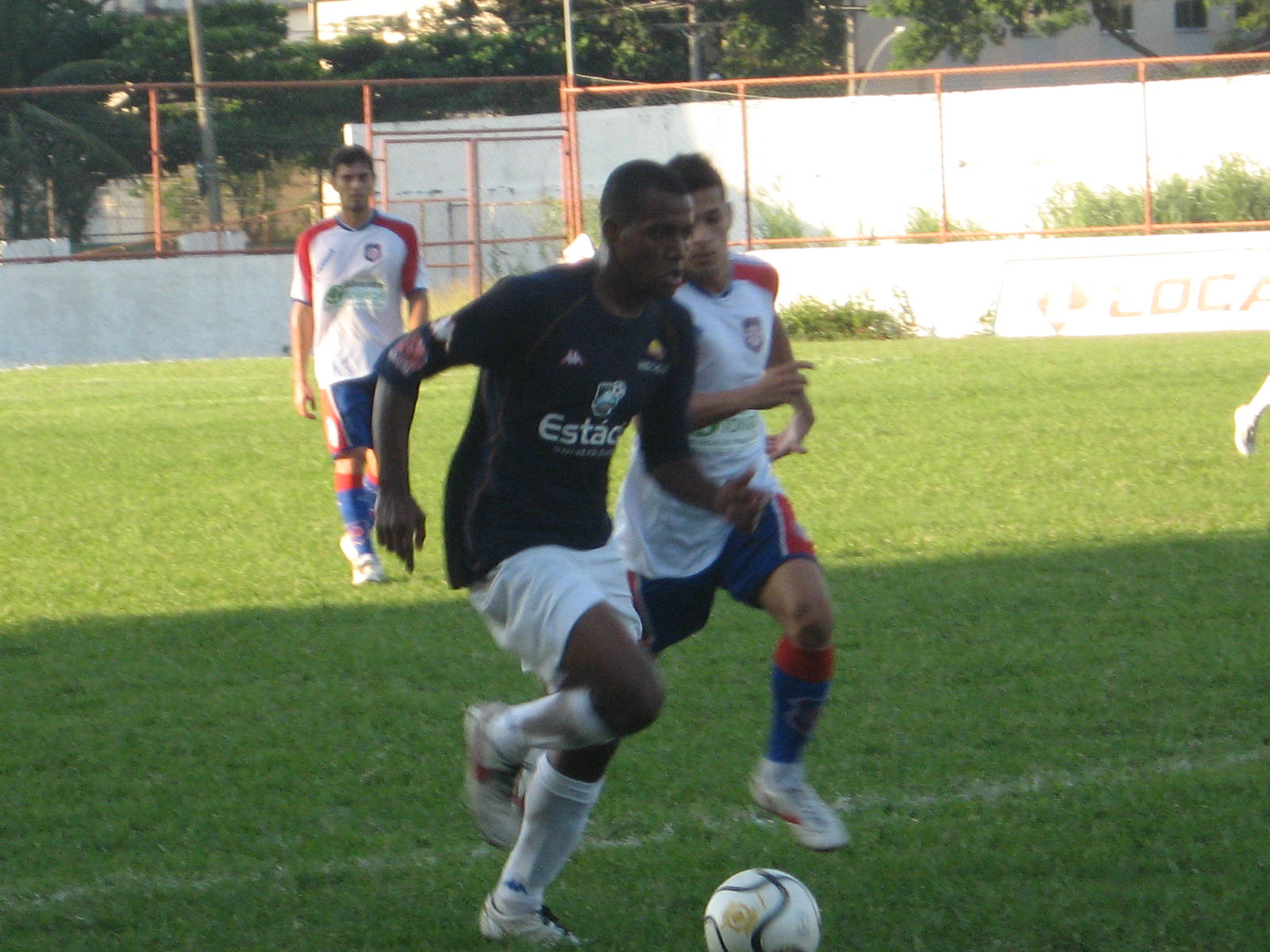
Estácio e Bonsucesso duelam pela primeira fase da competição

Contou com três times da capital e outros dois times da Baixada Fluminense. Também teve os dois times do Noroeste; os dois do Sul; e os outros dois do Norte; além de uma equipe da Serra.
Já na primeira rodada, por causa de problemas com a inscrição de jogadores (tinha menos jogadores devidamente regularizados no B.I.R.A. do que o exigido), a Aperibeense perdeu por WO para o Serra Macaense. Após treze rodadas disputadas, o time foi novamente suspenso - no começo de abril - por não ter pago as despesas nos jogos em que fora mandante.
Como não regularizou a situação após três rodadas, o time foi excluído do torneio, declarado rebaixado à Série C do próximo ano e multado em R$ 10.000,00. Assim, todos os nove times restantes que enfrentariam o time de Aperibé no segundo turno seriam decretados vencedores por WO. Isso prejudicou o Serra Macaense, que empatara com o time de Aperibé na primeira rodada do returno, e favoreceu o São João da Barra, que vencera por 4-2 (logo, seu índice técnico no confronto foi 7, enquanto que para os demais clubes seria apenas 6).
Antes disso, a Aperibeense também esteve envolvida num fato que chamou negativamente a atenção da mídia: a partida fora de casa contra o Itaperuna, no Noroeste Fluminense, foi realizada mesmo sem qualquer condição de jogo por conta das fortes chuvas que caíram sobre a cidade. O delegado da partida, alegando falta de datas no calendário, ordenou que o jogo fosse realizado e o Itaperuna conseguiu a vitória por 1-0.
A quatro rodadas do fim da primeira fase, a FFERJ puniu o Itaperuna e o Mesquita pela mesma razão que a Aperibeense: o não pagamento de despesas relativas a partidas do returno em que jogaram como mandantes. Com isso, as duas equipes ficaram ausentes por três rodadas consecutivas. Como numa dessas rodadas o Itaperuna enfrentaria justamente a Aperibeense - já excluída -, a partida foi considerada como "não-realizada", sem qualquer ponto/gol para os times. Os outros jogos foram tratados como WOs.
| Classificação | Classificação     | Classificação | Classificação | Classificação | Classificação | Classificação | Classificação | Classificação | Classificação | Classificação | Classificação |
| #             | Time              | PG            | J             | V             | E             | D             | GP            | GS            | SG            | IT            |               |
| ------------- | ----------------- | ------------- | ------------- | ------------- | ------------- | ------------- | ------------- | ------------- | ------------- | ------------- | ------------- |
| 1             | Sendas            | 47            | 22            | 14            | 5             | 3             | 44            | 18            | +26           | 4,14          |               |
| 2             | Bonsucesso        | 46            | 22            | 14            | 4             | 4             | 43            | 17            | +26           | 4,05          |               |
| 3             | Serra Macaense    | 38            | 22            | 12            | 2             | 8             | 40            | 25            | +15           | 3,55          |               |
| 4             | Barra Mansa       | 35            | 22            | 10            | 5             | 7             | 39            | 26            | +13           | 3,36          |               |
| 5             | Angra dos Reis    | 34            | 22            | 10            | 4             | 8             | 33            | 32            | +1            | 3,05          |               |
| 6             | Estácio de Sá     | 33            | 22            | 9             | 6             | 7             | 34            | 28            | +6            | 3,05          |               |
| 7             | Teresópolis       | 32            | 22            | 8             | 8             | 6             | 34            | 25            | +9            | 3,00          |               |
| 8             | São João da Barra | 31            | 22            | 8             | 7             | 7             | 36            | 27            | +9            | 3,05          |               |
| 9             | Itaperuna         | 21            | 22            | 8             | 6             | 8             | 21            | 34            | -13           | 1,91          |               |
| 10            | São Cristóvão     | 21            | 22            | 6             | 3             | 13            | 22            | 38            | -16           | 1,95          |               |
| 11            | Mesquita          | 15            | 22            | 4             | 3             | 15            | 16            | 43            | -27           | 1,41          |               |
| 12            | Aperibeense       | 7             | 22            | 2             | 1             | 19            | 9             | 59            | -50           | 0,73          |               |

### Grupo B

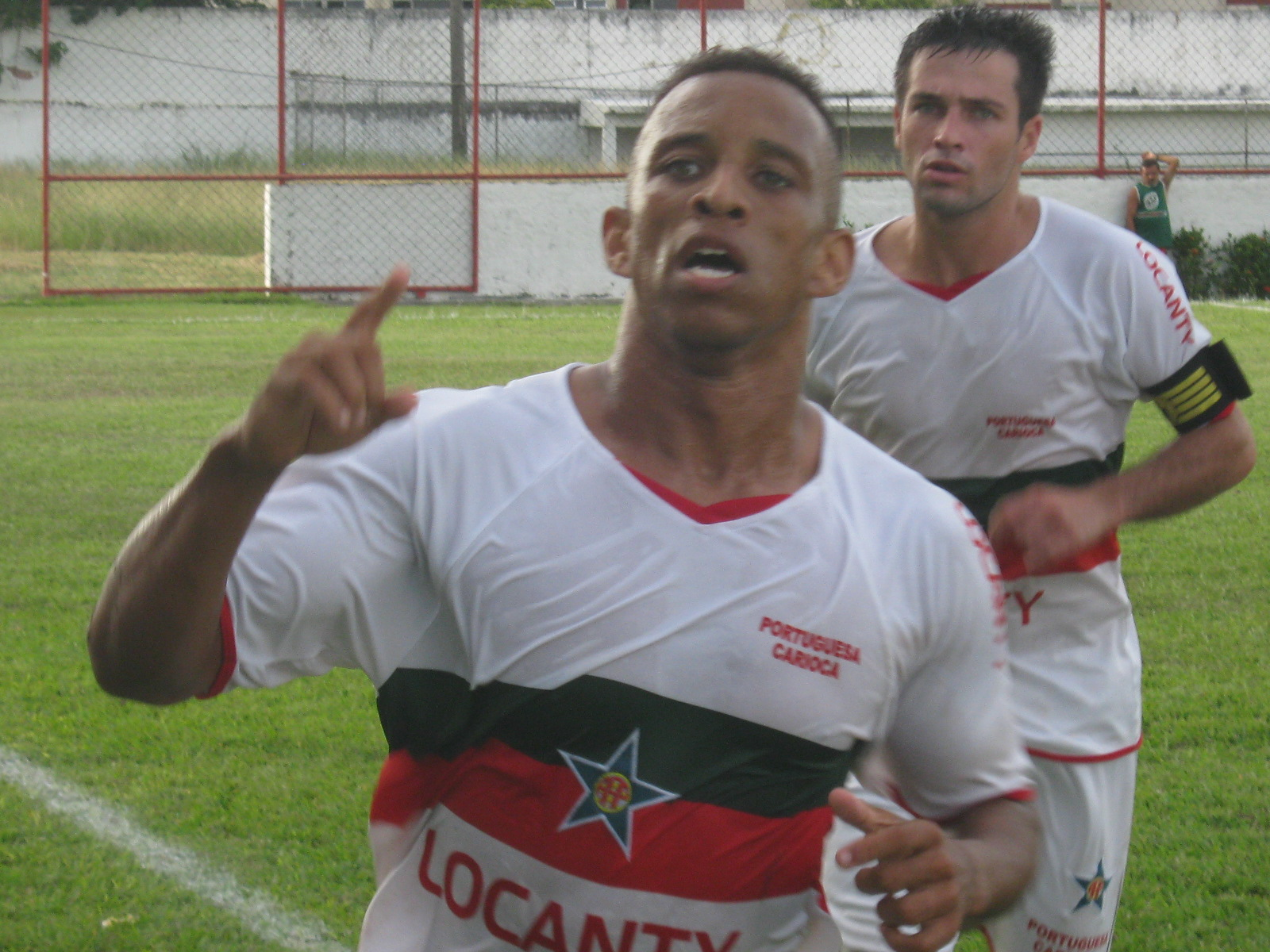
Atletas da Portuguesa comemoram a vitória contra o Quissamã

Previsto para receber doze clubes, com as três desistências e a volta do Sampaio Corrêa, ficou com dez times, assim espalhados geograficamente: três da Capital, três do Norte, dois da Baixada Fluminense, um da Serra e um da Região dos Lagos.
Consequentemente à desistência de última hora do Fênix, o grupo teve uma tabela inusitada: apesar de ser formado por dez equipes - totalizando dezoito rodadas de cinco jogos se programado para tal -, teve vinte e duas rodadas, com duas equipes folgando a cada uma (exceto, logicamente, na rodada programada para a folga do Fênix). Isso permitiu um ajuste de datas com o Grupo A, porém facilitou a classificação de seus integrantes à segunda fase (50% de chances contra 42% no outro grupo).
Assim como a Aperibeense no Grupo A, o Quissamã também teve problemas de inscrição de seus atletas na primeira rodada, mas conseguiu entrar em campo para o jogo contra o Cardoso Moreira. O detalhe ficou por conta do número de atletas: apenas sete do lado do Quissamã. Apesar da vitória, o Cardoso Moreira também escalou jogadores irregulares e perdeu os três pontos no TJD-RJ.
| Classificação | Classificação    | Classificação | Classificação | Classificação | Classificação | Classificação | Classificação | Classificação | Classificação | Classificação | Classificação |
| #             | Time             | PG            | J             | V             | E             | D             | GP            | GS            | SG            | IT            |               |
| ------------- | ---------------- | ------------- | ------------- | ------------- | ------------- | ------------- | ------------- | ------------- | ------------- | ------------- | ------------- |
| 1             | Ceres            | 36            | 18            | 11            | 3             | 4             | 33            | 19            | +14           | 3,83          |               |
| 2             | Friburguense     | 36            | 18            | 10            | 6             | 2             | 37            | 16            | +21           | 4,06          |               |
| 3             | Tigres do Brasil | 30            | 18            | 9             | 3             | 6             | 28            | 23            | +5            | 3,22          |               |
| 4             | Portuguesa       | 28            | 18            | 7             | 7             | 4             | 19            | 20            | -1            | 2,61          |               |
| 5             | Quissamã         | 26            | 18            | 8             | 5             | 5             | 32            | 24            | +8            | 3,22          |               |
| 6             | Sampaio Corrêa   | 21            | 18            | 6             | 3             | 9             | 26            | 27            | -1            | 2,61          |               |
| 7             | Rio Branco       | 18            | 18            | 5             | 3             | 10            | 24            | 33            | -9            | 2,33          |               |
| 8             | CFZ              | 17            | 18            | 3             | 8             | 7             | 24            | 33            | -9            | 2,28          |               |
| 9             | Artsul           | 15            | 18            | 3             | 6             | 9             | 22            | 30            | -8            | 2,06          |               |
| 10            | Cardoso Moreira  | 9             | 18            | 3             | 6             | 9             | 15            | 35            | -20           | 1,33          |               |

## Segunda Fase (Grupo C)
Pouco antes do fim da primeira fase (no dia 28 de abril), a FFERJ alterou o regulamento: inicialmente, além das cinco melhores equipes de cada grupo, avançariam as sete melhores conforme o índice técnico (média aritmética dos gols feitos e dos pontos conquistados). Com este modelo, o São João do Barra - mesmo com um ponto a menos - estaria classificado no lugar do Teresópolis. Contudo, a modificação definia os classificados com base apenas no maior número de pontos. Com isto, classificou-se o time da Serra e não mais o do Norte. O São João da Barra entrou com um recurso no TJD-RJ pedindo a classificação, pois a alteração feriria o Estatuto do Torcedor, conseguindo a suspensão da primeira rodada.
Apesar da paralisação inicial, o TJD-RJ negou o recurso do São João da Barra, confirmando a classificação do Teresópolis e a manutenção da tabela originalmente divulgada. Com o atraso, o Grupo C teve a primeira rodada num domingo, dia 15 de maio. Com o pedido negado pelo TJD, o clube levou o caso à última instância (o STJD) e está no aguardo de um julgamento.
Conforme indicava o andamento da primeira fase, avançaram ao Grupo C sete equipes do Grupo A e cinco equipes do Grupo B. Após o pedido de inclusão do São João da Barra negado, a divisão por região ocorreu da seguinte forma: quatro equipes da capital carioca (66% das que começaram o torneio), duas da Baixada (50%), duas do Norte (40%), e as duas da Região Serrana e do Sul Fluminense (100%). Apenas o Noroeste Fluminense e a Região dos Lagos não tiveram representantes na segunda fase.
| Classificação | Classificação    | Classificação | Classificação | Classificação | Classificação | Classificação | Classificação | Classificação | Classificação | Classificação | Classificação |
| #             | Time             | PG            | J             | V             | E             | D             | GP            | GS            | SG            | M             |               |
| ------------- | ---------------- | ------------- | ------------- | ------------- | ------------- | ------------- | ------------- | ------------- | ------------- | ------------- | ------------- |
| 1             | Bonsucesso       | 47            | 22            | 13            | 8             | 1             | 37            | 20            | +17           | Estável       |               |
| 2             | Friburguense     | 46            | 22            | 12            | 10            | 0             | 49            | 23            | +26           | Estável       |               |
| 3             | Quissamã         | 40            | 22            | 11            | 7             | 4             | 30            | 17            | +13           | Estável       |               |
| 4             | Sendas           | 39            | 22            | 11            | 6             | 5             | 39            | 24            | +15           | Estável       |               |
| 5             | Barra Mansa      | 30            | 22            | 8             | 6             | 8             | 33            | 28            | +5            | Estável       |               |
| 6             | Portuguesa       | 29            | 22            | 7             | 8             | 7             | 26            | 29            | -3            | 1             |               |
| 7             | Tigres do Brasil | 26            | 22            | 7             | 5             | 10            | 23            | 27            | -4            | 1             |               |
| 8             | Ceres            | 26            | 22            | 7             | 5             | 10            | 27            | 33            | -6            | 2             |               |
| 9             | Serra Macaense   | 21            | 22            | 4             | 9             | 9             | 29            | 36            | -7            | Estável       |               |
| 10            | Estácio de Sá    | 19            | 22            | 3             | 10            | 9             | 29            | 39            | -10           | Estável       |               |
| 11            | Teresópolis      | 18            | 22            | 4             | 6             | 12            | 19            | 38            | -19           | Estável       |               |
| 12            | Angra dos Reis   | 11            | 22            | 1             | 8             | 13            | 16            | 43            | -27           | Estável       |               |

## Grupo X
Como a Aperibeense foi excluído do campeonato e rebaixado por antecipação, era de se esperar que o grupo X tivesse uma equipe a menos. Porém, a FFERJ decidiu manter seis equipes na disputa contra o rebaixamento, sendo que as duas piores classificadas no Grupo X seriam rebaixadas.
O presidente do Cardoso Moreira, Armando Barreto, recusou-se a colocar a equipe para disputar o Grupo X e entrou com ações no TJD/RJ e no STJD para cancelar o Grupo X. Segundo o dirigente, o Mesquita e o Itaperuna deveriam ter sido rebaixados pela suspensão em três partidas ainda na primeira fase - em função do não pagamento dos borderôs da FFERJ. A outra justificativa apontada na defesa da exclusão do Grupo X foi o rebaixamento de Miguel Couto, Floresta e Guanabara - já fechando o mínimo de três rebaixados definido no regulamento. Segundo o presidente, o alto número de jogos prejudicaria as equipes que cumpriram as suas obrigações, aumentando o superávit da Federação.
Itaperuna e Mesquita conseguiram um acordo para poderem disputar a última rodada da primeira fase, após três sob suspensão, permanecendo na disputa. A diferença favorável ao Itaperuna é que, como numa das rodadas enfrentaria a já suspensa Aperibeense, o clube na prática só não jogou por duas rodadas consecutivas. Por outro lado, situação análoga à de Floresta, Guanabara e Miguel Couto ocorreu na Série B de 2010, na qual o Riostrense e o Rio das Ostras foram rebaixados antes de a competição começar. No ano anterior, a regra de três times rebaixados foi aplicada e apenas um participante do Grupo X caiu à Série C de 2011.
Mais problemas envolveram o Grupo X: o Itaperuna, um dos clubes que já haviam sido suspensos na primeira fase, abandonou a competição. Somente após perder todas as partidas por W.O. na primeira fase (ou seja, ausente a cinco jogos consecutivos), a FFERJ decretou a sua exclusão do torneio e conseguinte rebaixamento à Série C por antecipação. Além disso, o clube sustou o cheque responsável pelo acordo financeiro que garantira a participação da equipe no Grupo X.
Desta forma, apenas os confrontos envolvendo Artsul, CFZ, Mesquita e São Cristóvão ocorreram e estes times participaram apenas para cumprir tabela - e não serem também eles rebaixados por abandono da competição. Ao fim da disputa, contabilizou-se uma grande série de partidas não realizadas: somando todos os jogos de Cardoso Moreira e Itaperuna, 18 dos 30 jogos programados não ocorreram (exatamente 60%).
| 1 | Artsul          | 25 | 10 | 8 | 1 | 1 | 20 | 4  | +16 |
| 2 | São Cristóvão   | 21 | 10 | 7 | 0 | 3 | 19 | 6  | +13 |
| 3 | CFZ             | 20 | 10 | 6 | 2 | 2 | 19 | 7  | +12 |
| 4 | Mesquita        | 16 | 10 | 5 | 1 | 4 | 16 | 9  | +7  |
| 5 | Cardoso Moreira | 0  | 8  | 0 | 0 | 8 | 0  | 24 | -24 |
| 6 | Itaperuna       | 0  | 8  | 0 | 0 | 8 | 0  | 30 | -24 |

## Estatísticas

### Artilharia
Toda a artilharia pode ser consultada diretamente do site da FFERJ neste link. Abaixo, estão os dez maiores goleadores segundo os dados oficiais da Federação de acordo com os nomes anotados nas súmulas dos árbitros. A lista foi devidamente atualizada após o fim do torneio. Coincidentemente, pelo terceiro ano consecutivo (os três no modelo com dois grupos e jogos de ida e volta) o artilheiro da competição terminou com 21 gols.
| Gols | Jogador       | Time           |
| ---- | ------------- | -------------- |
| 21   | Pimenta       | Serra Macaense |
| 19   | Marcos Goiano | Bonsucesso     |
| 17   | Fernando      | Barra Mansa    |
| 14   | Zambi         | Friburguense   |
| 13   | Catitu        | Quissamã       |
| 13   | Léo Inácio    | Sendas         |
| 12   | Harlen        | Bonsucesso     |
| 12   | Rafael Donato | Sendas         |
| 12   | Ricardinho    | Friburguense   |
| 11   | Bruno         | Estácio de Sá  |

### Maiores públicos
Esses são os maiores públicos do campeonato, considerando-se o público presente divulgado nas súmulas da FFERJ em seu site.
|   | Público | Mandante          | Placar | Visitante      | Estádio           | Data            |
| 1 | 1500    | Friburguense      | 2 – 2  | Serra Macaense | Eduardo Guinle    | 27 de Julho     |
| 2 | 900     | Bonsucesso        | 2 – 1  | Estácio de Sá  | Leônidas da Silva | 23 de Julho     |
| 3 | 837     | São João da Barra | 1 – 0  | São Cristóvão  | José Viana de Sá  | 12 de Fevereiro |
| 4 | 685     | São João da Barra | 1 – 4  | Sendas         | José Viana de Sá  | 26 de Fevereiro |
| 5 | 666     | Friburguense      | 3 – 1  | Angra dos Reis | Eduardo Guinle    | 13 de Julho     |
| 6 | 620     | Friburguense      | 4 – 0  | Bonsucesso     | Eduardo Guinle    | 25 de Junho     |
| 7 | 617     | São João da Barra | 2 – 1  | Bonsucesso     | José Viana de Sá  | 19 de Fevereiro |
| 8 | 543     | Friburguense      | 3 – 1  | Artsul         | Eduardo Guinle    | 19 de Março     |
| 9 | 536     | São João da Barra | 1 – 2  | Barra Mansa    | José Viana de Sá  | 6 de Abril      |

## Seleção do Campeonato
A seleção do campeonato é indicada por profissionais da imprensa e especialistas no futebol nomeados pela FERJ. O grande destaque foi o campeão Bonsucesso (com quatro jogadores e o técnico), com o vice Friburguense recebendo duas indicações - mostrando a superioridade das duas equipes, já que nos dois anos anteriores o campeão tivera apenas três jogadores, e o vice um. O Sendas, ainda que em quarto lugar, também teve dois jogadores nomeados, enquanto que o Quissamã - terceiro -, o Teresópolis e o Serra Macaense (através do artilheiro da competição), com um jogador cada, completaram a lista.
GOLEIRO: Jaime (Bonsucesso)
LATERAL-DIREITO: Robertinho (Quissamã)
ZAGUEIROS: PC (Bonsucesso) e Rafael Ferreira Donato (Sendas)
LATERAL-ESQUERDO: Claudinho (Teresópolis)
VOLANTES: Alex Sassá (Bonsucesso) e Lucas Santos Siqueira (Friburguense)
MEIAS: Harlen (Bonsucesso) e Marcos Goiano (Bonsucesso)
ATACANTES: Zambi (Friburguense) e Pimenta (Serra Macaense)
TÉCNICO: Manoel Neto (Bonsucesso)

## Classificação geral
Nas sete últimas posições ficam as equipes que disputaram a luta contra o rebaixamento, e nas doze primeiras as equipes que disputaram o Grupo C. As três equipes restantes são classificadas de décimo-terceiro a décimo-quinto de acordo com a sua pontuação na primeira fase. Dentre os doze primeiros, a sua classificação final é dada conforme sua posição no Grupo C. Igualmente, as equipes participantes do Grupo X são ordenadas de acordo com sua posição neste grupo.
| Classificação | Classificação        | Classificação | Classificação | Classificação | Classificação | Classificação | Classificação | Classificação | Classificação | Classificação | Classificação |
| #             | Time                 | PG            | J             | V             | E             | D             | GP            | GS            | SG            | IT            |               |
| ------------- | -------------------- | ------------- | ------------- | ------------- | ------------- | ------------- | ------------- | ------------- | ------------- | ------------- | ------------- |
| 1             | Bonsucesso           | 93            | 44            | 27            | 12            | 5             | 80            | 37            | +43           | 3,93          |               |
| 2             | Friburguense         | 82            | 40            | 22            | 16            | 2             | 86            | 39            | +47           | 4,20          |               |
| 3             | Quissamã             | 66            | 40            | 19            | 12            | 9             | 62            | 41            | +21           | 3,20          |               |
| 4             | Sendas               | 86            | 44            | 25            | 11            | 8             | 83            | 42            | +41           | 3,84          |               |
| 5             | Barra Mansa          | 65            | 44            | 18            | 11            | 15            | 72            | 54            | +18           | 3,11          |               |
| 6             | Portuguesa           | 57            | 40            | 14            | 15            | 11            | 45            | 49            | -4            | 2,55          |               |
| 7             | Tigres do Brasil     | 56            | 40            | 16            | 8             | 16            | 51            | 50            | +1            | 2,67          |               |
| 8             | Ceres                | 62            | 40            | 18            | 8             | 14            | 60            | 52            | +18           | 3,05          |               |
| 9             | Serra Macaense       | 59            | 44            | 16            | 11            | 17            | 69            | 61            | +8            | 2,91          |               |
| 10            | Estácio de Sá        | 52            | 44            | 12            | 16            | 16            | 63            | 67            | -4            | 2,61          |               |
| 11            | Teresópolis          | 50            | 44            | 12            | 14            | 18            | 53            | 63            | -10           | 2,34          |               |
| 12            | Angra dos Reis       | 45            | 44            | 11            | 12            | 21            | 49            | 75            | -27           | 2,14          |               |
| 13            | São João da Barra    | 31            | 22            | 8             | 7             | 7             | 36            | 27            | +9            | 3,05          |               |
| 14            | Sampaio Corrêa       | 21            | 18            | 6             | 3             | 9             | 26            | 27            | -1            | 2,61          |               |
| 15            | Rio Branco           | 18            | 18            | 5             | 3             | 10            | 24            | 33            | -9            | 2,33          |               |
| 16            | Artsul               | 40            | 28            | 11            | 7             | 10            | 42            | 34            | +8            | 2,93          |               |
| 17            | São Cristóvão        | 42            | 32            | 13            | 3             | 16            | 41            | 44            | -3            | 2,59          |               |
| 18            | CFZ                  | 37            | 28            | 9             | 10            | 9             | 43            | 40            | +3            | 2,86          |               |
| 19            | Mesquita             | 31            | 32            | 9             | 4             | 19            | 32            | 52            | -20           | 1,97          |               |
| 20            | Itaperuna[ii]        | 21            | 30            | 8             | 6             | 16            | 21            | 58            | -37           | 1,40          |               |
| 21            | Cardoso Moreira[iii] | 9             | 26            | 3             | 6             | 17            | 15            | 59            | -44           | 0,92          |               |
| 22            | Aperibeense[i]       | 7             | 22            | 2             | 1             | 19            | 9             | 59            | -50           | 0,73          |               |

- i.^ Excluído e rebaixado pelo não pagamento das despesas dos borderôs.
- ii.^ Abandonou o campeonato e foi rebaixado.
- iii.^ Perdeu três pontos por escalação irregular de atleta e também abandonou o campeonato.